# Pflachern

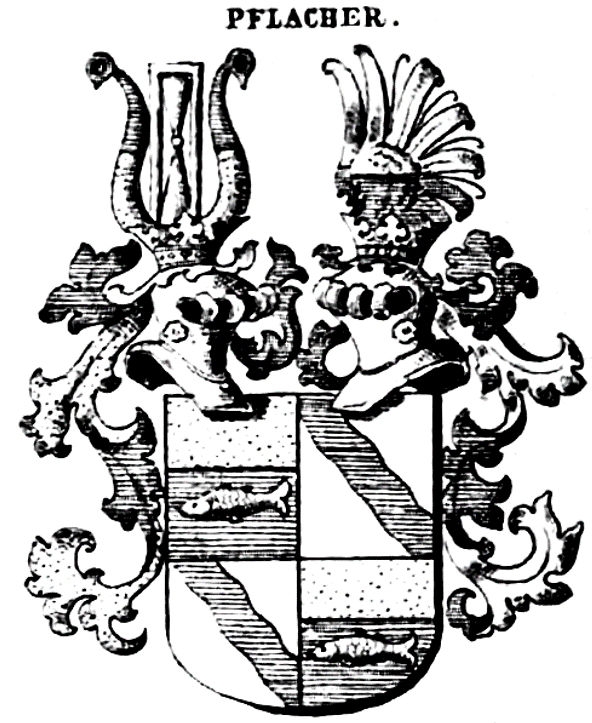
Freiherrenwappen derer von Pflachern

Pflachern (auch Pflacher oder Pflachner) ist der Name eines altbayerisch-österreichischen Adelsgeschlechts.

## Geschichte

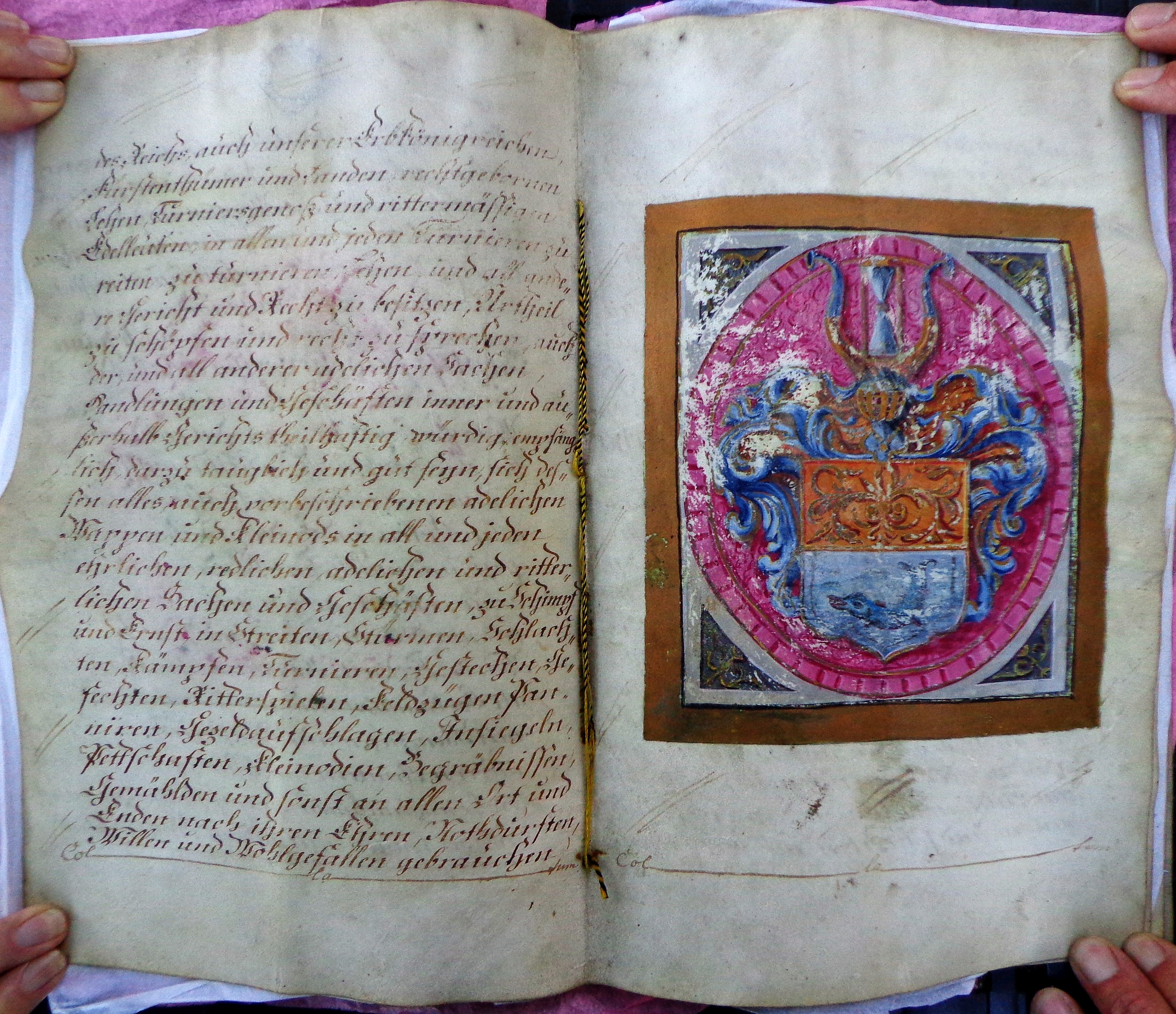
Adelsbestätigung für Johann Baptist von Pflachern, 1700

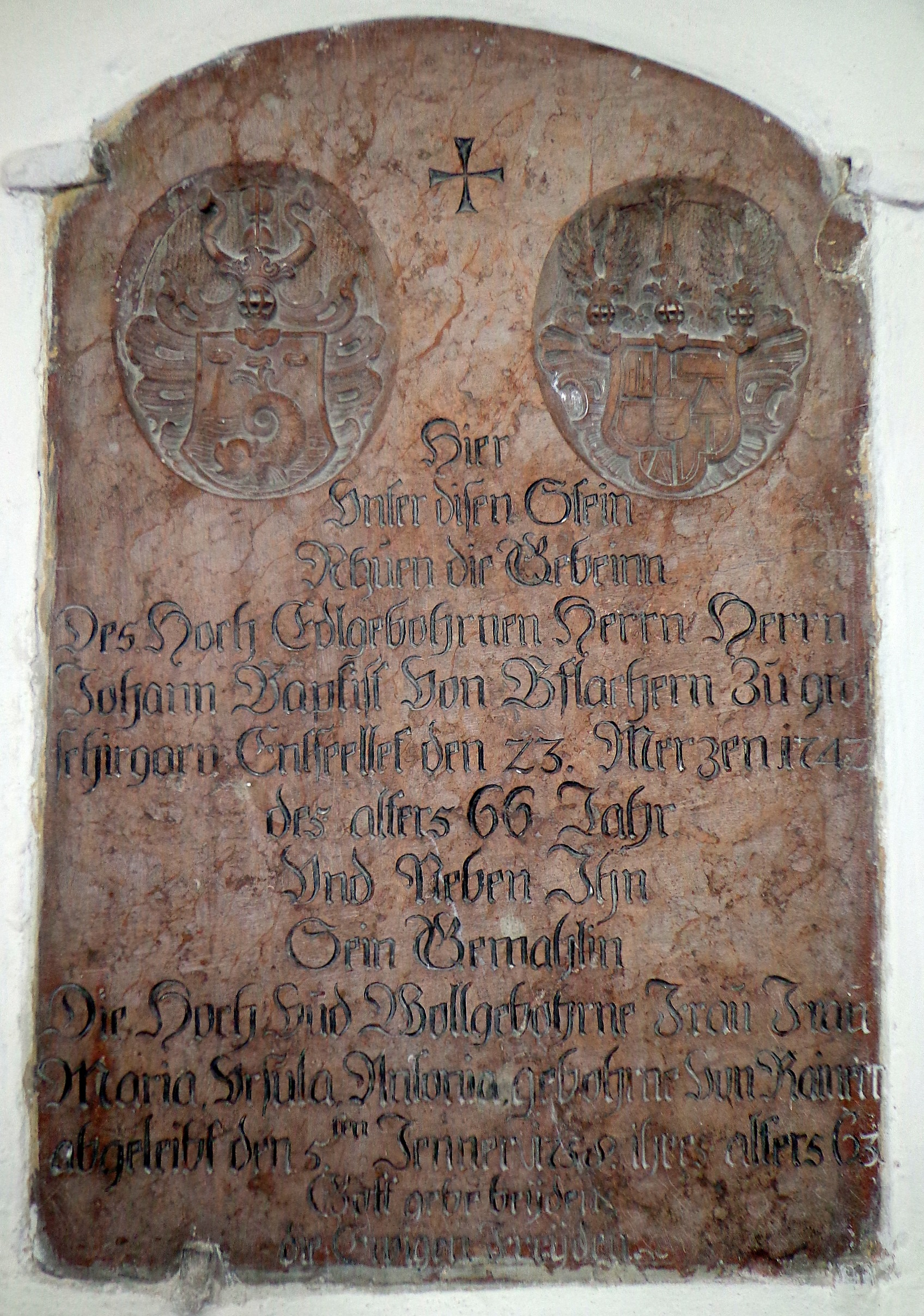
Grabdenkmal des Johann Baptist von Pflachern († 1742)

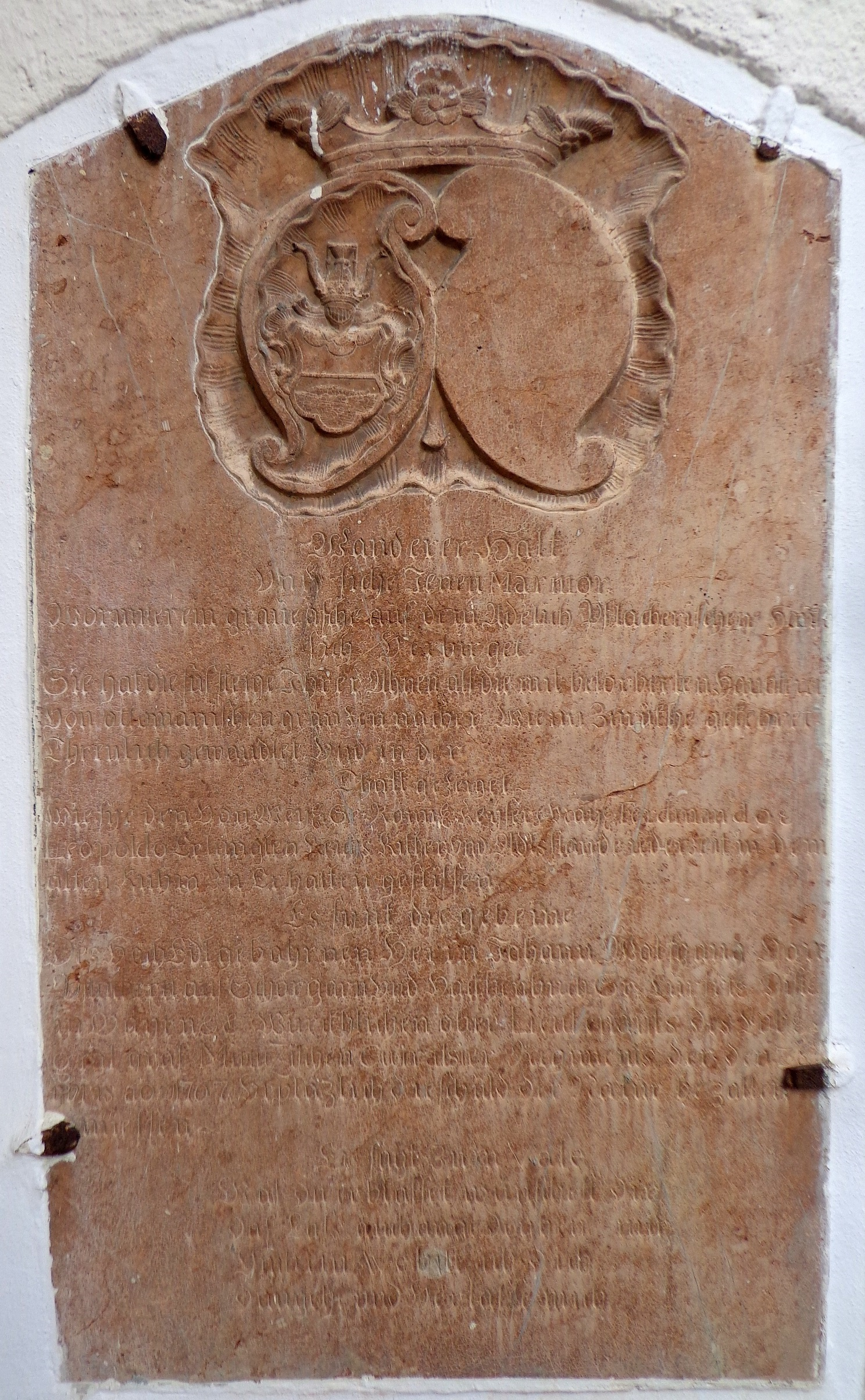
Grabdenkmal des Johann Wolfgang von Pflachern († 1767), würckhlichen Ober Lieutenants im Kürassier-Regiment „Graf Minucci“

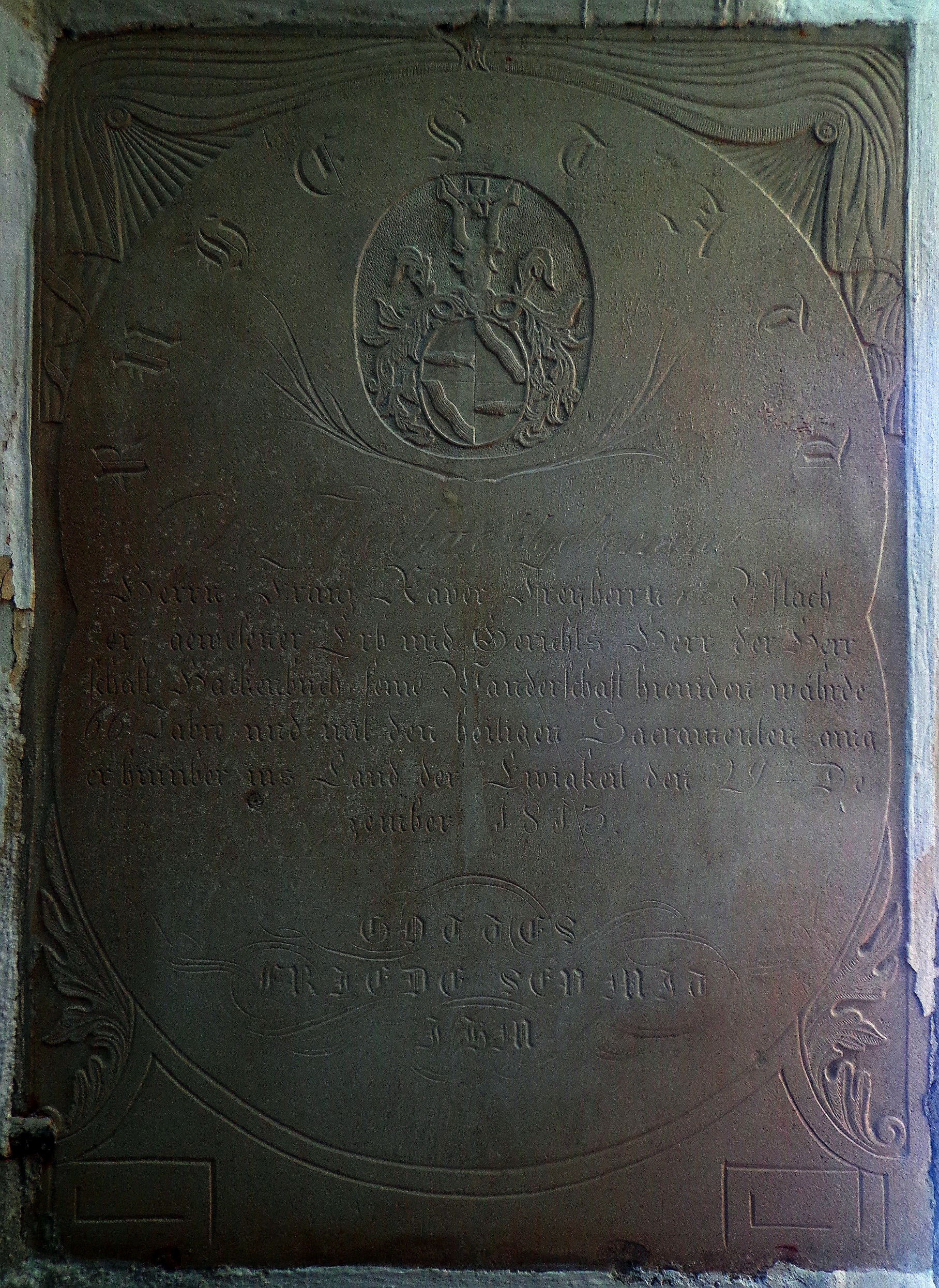
Grabdenkmal des Franz Xaver von Pflachern († 1813)

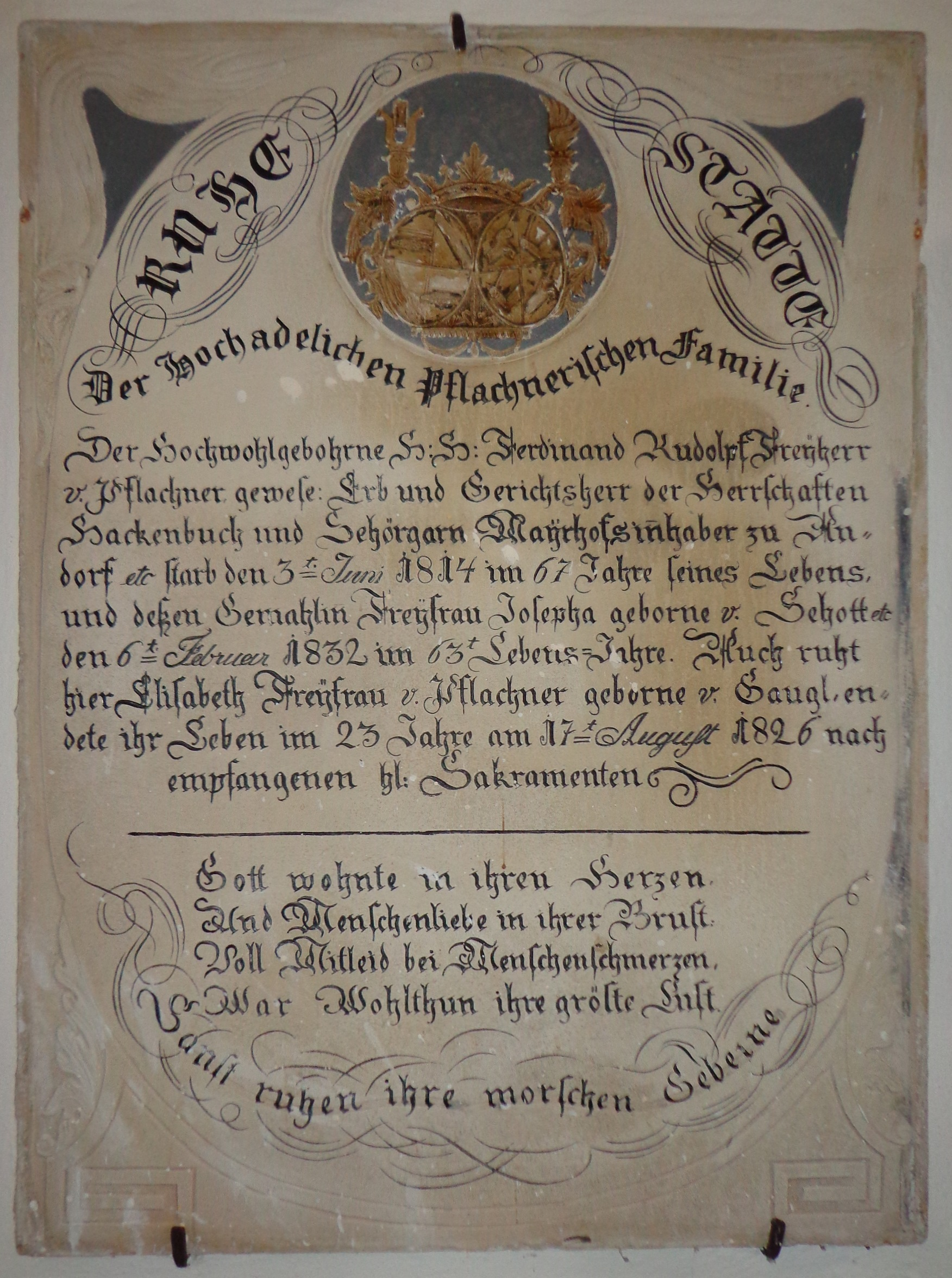
Grabdenkmal des Ferdinand Rudolf II. von Pflachern († 1814)

Die Familie Pflachern, die nach ihrem Besitz auch die Prädikate zu Oberbergham (nach dem Schloss in Plötzenedt bei Ottnang am Hausruck) und zu Schörgern (nach dem Schloss bei Andorf) führte, leitet ihre ursprüngliche Herkunft aus Tirol ab. Ihr Ahnherr Julius Pflacher erhielt als kaiserlicher Silberwarter am 10. Jänner 1532 zu Prag vom römisch-deutschen König und späteren Kaiser Ferdinand I. den Reichsadelsstand. 
Ins nördliche Innviertel und damit unter die Landeshoheit der Wittelsbacher kam das Geschlecht 1699, als Johann Baptist von Pflachern († 1742) die Herrschaft Schörgern von der Witwe des im Jahr zuvor verstorbenen Vorbesitzers Georg Ferdinand von Maur kaufte. Ein Jahr nach dem Erwerb von Schörgern bat Johann Baptist von Pflachern um eine Adelsbestätigung, welche ihm von Kaiser Leopold I. auf Grund des Diploms von 1532 mit Datum Wien 5. September 1700 zusammen mit dem privilegium denominandi gewährt wurde. Johann Baptist von Pflachern hinterließ zwei Söhne: Johann Wolfgang († 1767) und Ferdinand Rudolf I. († 1783). Johann Wolfgang folgte dem Vater 1743 als Besitzer von Schloss Schörgern nach. Ferdinand Rudolf I. wurde 1761 von Kurfürst Maximilian III. Joseph von Bayern der Freiherrenstand samt Wappenbesserung verliehen. Johann Wolfgang von Pflachern, der im Range eines würckhlichen Ober Lieutenants im Kürassier-Regiment „Graf Minucci“ stand, hinterließ keine Nachkommen, während Ferdinand Rudolf I. mindestens zwei Söhne hinterließ, Franz Xaver († 1813) und Ferdinand Rudolf II. († 1814). Mit der Familie von Hackledt erfolgten zahlreiche Eheschließungen. Franz Xaver Freiherr von Pflachern erhielt nach dem Tod des Vaters das Schloss Hackenbuch bei St. Marienkirchen, Ferdinand Rudolf II. Freiherr von Pflachern den Meierhof des Passauer Domkapitels in Andorf, den sie 1740 zunächst als Lehen und 1783 schließlich als Erbrecht erhalten hatten, und Schörgern. 1779 kam das Innviertel nach dem Frieden von Teschen an die Habsburger. Es gehörte seither nicht mehr zum Rentamt Burghausen, sondern zu Österreich ob der Enns. Auch die bayerischen Freiherren von Pflachern kamen mit ihrem Besitz im Innviertel unter österreichische Landeshoheit. Am 10. April 1813 wurden die Kinder des Ferdinand Rudolf I. in der Freiherrenklasse der bayerischen Adelsmatrikel verzeichnet. Nach dem Tod seines kinderlosen Bruders Franz Xaver wurde Ferdinand Rudolf II. auch Inhaber von Schloss Hackenbuch. Nach seinem Tod fiel der Besitz an seinen Sohn Ferdinand Rudolf III. († 1853). Er verkaufte Andorf, hinterließ dem Rest aber als Erbe seiner Tochter Caroline Josepha, die mit dem 1870 geadelten k.k. Obersten Rudolf Ertl von Seeau verheiratet war. Sie starb 1881 als Letzte des Zweiges im Innviertel im Kurort Franzensbad in Böhmen. 
Neben der bayerischen Linie gab es auch einen (ober-)österreichischen Zweig der Pflachern, der auf dem Schloss Oberbergham in Plötzenedt bei Ottnang am Hausruck ansässig war. Diese Linie erlangte den Freiherrenstand nicht, war aber im Hausruckviertel begütert, wo die Pflachern in Zell am Pettenfirst, Atzbach, Ottnang und Grünbach erscheinen. 1727 nennt sich Franz Matthias von Pflachern zu Oberbergham nach den Wasserschlössern Eggendorf und Weitersdorf im Traunkreis. Weitere Anwesen gehörten den oberösterreichischen Pflachern 1766 in Achleiten bei Linz, 1769 in Seeling bei St. Georgen im Attergau, und Anfang des 19. Jahrhunderts in Irnharting. Ein Baron Pfacher wird als Teilnehmer des Krieges gegen Italien 1813–1814 genannt bzw. die Dritte Reservedivision wird von Franz Freiherr von Pflacher (* 12. Oktober 1745, † 5. November 1815) befehligt. Die oberösterreichische Linie der Familie existiert noch heute, so war etwa Eleonore [von] Pflacher (1910–2002) in Ried im Innkreis als Geschäftsfrau tätig.

## Wappen
Adelswappen: Geteilt von Gold und Blau, im unteren Feld ein goldener Fisch mit roten Flossen. Gekrönter Helm: Zwei von Blau und Gold geteilte Büffelhörner wachsend, dazwischen ein mit rotem Sand gefülltes silbernes Stundenglas. Decken: Blau-golden. 
Freiherrliches Wappen: Geviert: 1 und 4 geteilt von Gold und Blau, im unteren Feld ein goldener Fisch; 2 und 3 in Silber ein schrägrechter blauer Wellenbalken. Zwei gekrönte Helme: I zwei von Blau und Gold geteilte Büffelhörner wachsend, dazwischen ein mit rotem Sand gefülltes silbernes Stundenglas. II ein geschlossener, von Silber und Blau geteilter Flug. Decken: Blau-golden, blau-silbern.